# Tatsuki Higashiyama
Tatsuki Higashiyama (japanisch 東山 達稀 Higashiyama Tatsuki; * 3. Juni 1999 in Niigata, Präfektur Niigata) ist ein japanischer Fußballspieler.

## Karriere
Tatsuki Higashiyama erlernte das Fußballspielen in dera Schulmannschaft der Shizuoka Gakuen High School sowie in der Universitätsmannschaft der Shizuoka Sangyo University. Seinen ersten Vertrag unterschrieb er am 1. Februar 2022 bei Roasso Kumamoto. Der Verein, der in der Präfektur Kumamoto beheimatet ist, spielt in der zweiten japanischen Liga. Sein Zweitligadebüt gab Tatsuki Higashiyama am 5. März 2022 (3. Spieltag) im Auswärtsspiel gegen Ōmiya Ardija. Hier wurde er in der 85. Minute für Kōki Sakamoto eingewechselt. Roasso gewann das Spiel 2:1. Für Roasso bestritt er 50 Ligaspiele. Im Januar 2025 wechselte er in die Präfektur Tokio zum Sechstligisten Edo All United. Mit dem Verein spielt er in der Kanto Soccer League (Div.2).